# My Way (lied)
My Way is een lied dat in de loop der jaren door verschillende artiesten is gezongen. De Franse zanger Claude François bracht het in 1967 uit als Comme d'habitude, maar het was vooral de  bewerking van Paul Anka uit 1968, gezongen door Frank Sinatra, die uitgroeide tot een internationale evergreen.

## Geschiedenis

### Jacques Revaux
De Franse componist Jacques Revaux schreef het lied, aanvankelijk onder de titel For Me, en bood het aan verschillende zangers aan, maar niemand leek geïnteresseerd.
Na enig aandringen wilde Claude François het nummer in 1967 wel op plaat zetten, mits het voorzien werd van een nieuwe tekst. Gilles Thibaut schreef vervolgens samen met François, onder de titel Comme d'habitude, een tekst waarin het leven wordt beschreven van een vermoeide forens met een relatie waaruit de vonk allang verdwenen is. De inspiratie hiervoor putte François uit zijn net beëindigde relatie met de zangeres France Gall.

### Versie van Paul Anka
Ook de Canadees Paul Anka maakte tijdens een bezoek aan Parijs kennis met Comme d'habitude. Hij schreef eveneens een Engelse tekst op Revauxs melodie: My Way, over iemand die aan het einde van zijn levensweg is aangekomen en niet ontevreden vaststelt dat hij misschien niet altijd het juiste heeft gedaan, maar in elk geval uniek is geweest.
Paul Anka kreeg van François toestemming het nummer uit te brengen. Anka slaagde er vervolgens in de Amerikaanse crooner Frank Sinatra over te halen het lied op te nemen. Met veel succes: in maart 1969 stond de plaat op 27 in de Amerikaanse Billboard Hot 100. In de UK Singles Chart behaalde My Way in 1969 de 5e plaats en keerde vervolgens met tussenpozen, 142 weeknoteringen in totaal, tot in 1973 terug in de lijst. Vanaf 1969 groeide het nummer uit tot een vast bestanddeel van het repertoire van elke nachtclubzanger.

## Verdere vertolkingen
- Claude François zag er scherp op toe wie tijdens zijn leven het nummer op de plaat mocht zetten. Na zijn dood in 1978 was de weg vrij voor een aantal opmerkelijke plaatversies: zowel Sid Vicious als Nina Hagen namen het nummer op. Sammy Davis jr., Jackie Wilson en Robbie Williams brachten het lied uit.
- De Nederlandse happyhardcoreformatie Party Animals heeft het nummer ook opgenomen als ode aan een lid van de groep, Patrick, die het nummer ook zingt en daarna de groep verliet. Het nummer is geproduceerd door Flamman & Abraxas en is op single uitgebracht. Het nummer stond 4 weken in de Nederlandse Top 40.
- In Nederlands waren er versies van de Zangeres Zonder Naam (Mijn leven) en André Hazes (Waarom). Bij de uitvaart van beide artiesten werd het lied (door respectievelijk Marianne Weber en René Froger) gezongen.
- Frans Halsema gebruikte de muziek voor een satirische ode aan Joseph Luns.
- In 2001 had Herman Brood een postume nummer 1-hit met My Way.
- In België nam in 1971 de zanger Ron Davis Mijn leven op, in 1992 Will Tura My Way (In symfonie)[1] en in 2004 Raymond van het Groenewoud een Nederlandse vertaling van Comme d' habitude onder de titel Zoals gewoonlijk.
- In 1988 namen de Gipsy Kings hun versie op met de titel A mi manera.
- Luciano Pavarotti zingt op zijn album Pavarotti Forever het nummer My Way in duet met Frank Sinatra.
- Ellen ten Damme heeft in 2015 op haar album Alles Draait haar eigen versie Mijn Manier opgenomen.
- Jan Rot, door kanker getroffen, maakte een vertaling die op 4 september 2021 in een afscheidsinterview in het Algemeen Dagblad werd gepubliceerd.

## Hitnotering
In de jaren is het nummer door verschillende artiesten naar de Nederlandse Top 40 gezongen:
| Single met eventuele hitnotering(en) in de Nederlandse Top 40 | Datum van verschijnen | Datum van binnenkomst | Hoogste positie | Aantal weken | Opmerkingen          |
| ------------------------------------------------------------- | --------------------- | --------------------- | --------------- | ------------ | -------------------- |
| My way                                                        | 1970                  | 10-10-1970            | 4               | 11           | Samantha Jones       |
| My way                                                        | 1977                  | 24-12-1977            | 24              | 4            | Elvis Presley        |
| Mijn leven                                                    | 1988                  | 09-01-1988            | 26              | 4            | Zangeres Zonder Naam |
| My way                                                        | 1997                  | 30-08-1997            | 19              | 4            | Party Animals        |
| My way                                                        | 2001                  | 11-08-2001            | 1(2wk)          | 10           | Herman Brood         |
| My way                                                        | 2002                  | 30-11-2002            | tip11           | -            | Tim (Vicious)        |

### Evergreen Top 1000
| Evergreen Top 1000 "My Way - Frank Sinatra" | Evergreen Top 1000 "My Way - Frank Sinatra" | Evergreen Top 1000 "My Way - Frank Sinatra" | Evergreen Top 1000 "My Way - Frank Sinatra" | Evergreen Top 1000 "My Way - Frank Sinatra" | Evergreen Top 1000 "My Way - Frank Sinatra" | Evergreen Top 1000 "My Way - Frank Sinatra" | Evergreen Top 1000 "My Way - Frank Sinatra" | Evergreen Top 1000 "My Way - Frank Sinatra" | Evergreen Top 1000 "My Way - Frank Sinatra" | Evergreen Top 1000 "My Way - Frank Sinatra" | Evergreen Top 1000 "My Way - Frank Sinatra" | Evergreen Top 1000 "My Way - Frank Sinatra" | Evergreen Top 1000 "My Way - Frank Sinatra" | Evergreen Top 1000 "My Way - Frank Sinatra" | Evergreen Top 1000 "My Way - Frank Sinatra" | Evergreen Top 1000 "My Way - Frank Sinatra" |
| Jaar                                        | 2008                                        | 2009                                        | 2010                                        | 2011                                        | 2012                                        | 2013                                        | 2014                                        | 2015                                        | 2016                                        | 2017                                        | 2018                                        | 2019                                        | 2020                                        | 2021                                        | 2022                                        | 2023                                        |
| ------------------------------------------- | ------------------------------------------- | ------------------------------------------- | ------------------------------------------- | ------------------------------------------- | ------------------------------------------- | ------------------------------------------- | ------------------------------------------- | ------------------------------------------- | ------------------------------------------- | ------------------------------------------- | ------------------------------------------- | ------------------------------------------- | ------------------------------------------- | ------------------------------------------- | ------------------------------------------- | ------------------------------------------- |
| Positie                                     | 35                                          | 16                                          | 47                                          | 47                                          | 48                                          | 54                                          | 90                                          | 66                                          | 81                                          | 125                                         | 164                                         | 166                                         | 157                                         | 157                                         | 101                                         | 131                                         |

### NPO Radio 2 Top 2000
| Nummers met noteringen in de NPO Radio 2 Top 2000 | '99 | '00 | '01 | '02 | '03 | '04 | '05 | '06 | '07 | '08 | '09 | '10 | '11 | '12 | '13 | '14 | '15 | '16 | '17 | '18 | '19 | '20 | '21 | '22  | '23 | '24 |
| ------------------------------------------------- | --- | --- | --- | --- | --- | --- | --- | --- | --- | --- | --- | --- | --- | --- | --- | --- | --- | --- | --- | --- | --- | --- | --- | ---- | --- | --- |
| My Way (Frank Sinatra)                            | 115 | 449 | 377 | 331 | 422 | 412 | 423 | 308 | 363 | 353 | 459 | 444 | 404 | 387 | 368 | 407 | 373 | 359 | 340 | 371 | 308 | 306 | 307 | 329  | 343 | 335 |
| My Way (Sid Vicious)                              | -   | 761 | -   | -   | -   | -   | -   | -   | -   | -   | -   | -   | -   | -   | -   | -   | -   | -   | -   | -   | -   | -   | -   | -    | -   | -   |
| My Way (Herman Brood)                             | ×   | ×   | -   | -   | -   | -   | -   | -   | -   | -   | -   | -   | -   | -   | -   | -   | -   | -   | -   | -   | -   | -   | -   | 1164 | 942 | 927 |

1. ↑  Een '-' betekent dat het nummer niet was genoteerd, een '×' betekent dat het nummer nog niet was uitgebracht en een vetgedrukt getal geeft de hoogste notering van een nummer aan.